# Supercoupe d'Allemagne de football 2020
L'édition 2020 de la Supercoupe d'Allemagne de football est la 20e édition de la Supercoupe d'Allemagne de football et se déroule le 30 septembre 2020 à la Allianz Arena à Munich en Allemagne.
Les règles du match sont les suivantes : la durée de la rencontre est de 90 minutes puis en cas de match nul, une séance de prolongation de 30 minutes mais si le score est toujours nul il y aura une séance de tirs au but est réalisée pour départager les équipes.
Cinq remplacements sont autorisés pour chaque équipe.
Le match oppose le Borussia Dortmund, deuxième de la Bundesliga 2019-2020, au Bayern Munich, vainqueur du Bundesliga 2019-2020 et de la Coupe d'Allemagne 2019-2020.

## Feuille de match
| Bayern Munich |

| Borussia Dortmund |

| Bayern Munich |

| Borussia Dortmund |

| G             | 1  | Manuel Neuer       |     |     |
| D             | 5  | Benjamin Pavard    |     | 76e |
| D             | 4  | Niklas Süle        |     |     |
| D             | 21 | Lucas Hernandez    | 66e |     |
| D             | 19 | Alphonso Davies    |     |     |
| M             | 6  | Joshua Kimmich     |     |     |
| M             | 8  | Javi Martínez      |     | 84e |
| M             | 24 | Corentin Tolisso   |     |     |
| A             | 25 | Thomas Müller      |     |     |
| A             | 9  | Robert Lewandowski |     | 84e |
| A             | 29 | Kingsley Coman     |     | 54e |
| Remplaçants : |    |                    |     |     |
| G             | 35 | Alexander Nübel    |     |     |
| D             | 17 | Jérôme Boateng     |     |     |
| D             | 27 | David Alaba        |     |     |
| M             | 30 | Adrian Fein        |     |     |
| M             | 41 | Chris Richards     |     | 76e |
| M             | 42 | Jamal Musiala      |     | 84e |
| A             | 7  | Serge Gnabry       |     | 54e |
| A             | 14 | Joshua Zirkzee     |     | 84e |
| A             | 40 | Malik Tillman      |     |     |
| Entraîneur :  |    |                    |     |     |
| Hansi Flick   |    |                    |     |     |

| G             | 35 | Marwin Hitz          |  |     |
| D             | 16 | Manuel Akanji        |  |     |
| D             | 15 | Mats Hummels         |  | 76e |
| D             | 23 | Emre Can             |  |     |
| M             | 30 | Felix Passlack       |  |     |
| M             | 8  | Mahmoud Dahoud       |  |     |
| M             | 6  | Thomas Delaney       |  |     |
| M             | 24 | Thomas Meunier       |  | 67e |
| A             | 11 | Marco Reus           |  | 72e |
| A             | 19 | Julian Brandt        |  | 76e |
| A             | 9  | Erling Braut Haaland |  | 67e |
| Remplaçants : |    |                      |  |     |
| G             | 40 | Stefan Drljača       |  |     |
| A             | 13 | Raphaël Guerreiro    |  |     |
| D             | 14 | Nico Schulz          |  | 67e |
| D             | 26 | Łukasz Piszczek      |  | 76e |
| M             | 20 | Reinier              |  | 67e |
| M             | 22 | Jude Bellingham      |  | 76e |
| M             | 28 | Axel Witsel          |  |     |
| A             | 27 | Marius Wolf          |  |     |
| A             | 32 | Giovanni Reyna       |  | 72e |
| Entraîneur :  |    |                      |  |     |
| Lucien Favre  |    |                      |  |     |